# Tirtomoyo (Pakis)
Tirtomoyo is een bestuurslaag in het regentschap Malang van de provincie Oost-Java, Indonesië. Tirtomoyo telt 9984 inwoners (volkstelling 2010).